# Robert Cazala
Robert Cazala (Bellocq, 7 januari 1934 – Orthez, 18 februari 2023) was een Frans wielrenner.

## Levensloop en carrière
Cazala werd prof in 1958. Hij won vier ritten in de Ronde van Frankrijk en droeg zes dagen het geel.
Hij overleed op 89-jarige leeftijd.

## Resultaten in voornaamste wedstrijden
| Jaar | Ronde van Italië | Ronde van Frankrijk | Ronde van Spanje |
| ---- | ---------------- | ------------------- | ---------------- |
| 1958 |                  |                     |                  |
| 1959 |                  | 32e (1)             |                  |
| 1960 |                  | opgave              |                  |
| 1961 |                  | 40e (1)             |                  |
| 1962 |                  | 22e (2)             |                  |
| 1963 |                  | 30e                 |                  |
| 1964 |                  | 59e                 | 13e              |
| 1965 |                  | 64e                 | 28e              |
| 1966 |                  | 80e                 |                  |
| 1967 |                  |                     | 73e              |

| Jaar | Milaan-San Remo | Ronde van Vlaanderen | Parijs-Roubaix | Luik-Bast.‑Luik | Ronde van Lombardije | Waalse Pijl |
| ---- | --------------- | -------------------- | -------------- | --------------- | -------------------- | ----------- |
| 1958 |                 |                      |                |                 | 73e                  |             |
| 1959 |                 |                      |                |                 |                      |             |
| 1960 | 75e             | 68e                  |                |                 |                      | 4e          |
| 1961 | 33e             | 47e                  | 53e            |                 |                      |             |
| 1962 |                 |                      |                |                 |                      |             |
| 1963 | 25e             |                      | 19e            | 39e             |                      |             |
| 1964 |                 |                      | 55e            |                 |                      |             |
| 1965 |                 |                      |                |                 |                      |             |
| 1966 |                 |                      |                |                 |                      |             |
| 1967 |                 |                      |                |                 |                      |             |